# 黑杜父魚
黑杜父魚，為輻鰭魚綱鮋形目杜父魚亞目杜父魚科的其中一種。分布於美國維吉尼亞州及田納西州的田納西河流域。棲息在河川上游的岩石底質急流區，屬底棲性魚類，體長可達8.4公分。

## 擴展閱讀
維基物種上的相關：黑杜父魚